# Nekrolog 1398
Nekrolog
◄◄
| ◄
| 1394
| 1395
| 1396
| 1397
| 1398 | 1399 | 1400 | 1401 | 1402 | ► | ►►
Weitere Ereignisse | Allgemeiner Nekrolog 1398
Die Beschreibung der verstorbenen Person sollte so kurz wie möglich gehalten sein und nur deren signifikante Tätigkeit(en) enthalten.
Neue Namen ggf. auch unter dem Geburts- und Sterbedatum, also etwa unter 1. Januar und im Geburts- und Sterbejahr (2024) eintragen (nur bei entsprechender großer Wichtigkeit). Für Beispiele siehe die schon vorhandenen Artikel.
Außerdem über die fünf zuletzt Verstorbenen, zu denen es einen ausreichend guten Artikel für eine Präsentation auf der Hauptseite gibt, nach der todesbedingten Überarbeitung der Artikel ggf. auch unter Wikipedia Diskussion:Hauptseite informieren und sie am besten auch in den anderen Wikipedia-Sprachversionen eintragen. Tipp: Regelmäßig bei news.google.de nach „ist tot“, „gestorben“ oder „verstorben“ suchen.
Wenn eine Person gestorben ist, gibt es viele Seiten zu dieser Person in der Wikipedia, die davon auch betroffen sind und entsprechend aktualisiert werden müssen. Beispiele: Namenübersichtsseite, Geburtsjahr, Geburtsort-Seiten und viele mehr.
Wie finde ich die betroffenen Seiten?
Im Suchfeld auf der linken Seite gibt man den Suchbegriff so ein: „Vorname Nachname“. Dann klickt man auf Volltext und alle Seiten mit entsprechendem Suchtext werden aufgerufen. Hier sieht man dann schnell, wo auch das Todesjahr Sinn macht oder sogar ein Teil des Artikels angepasst werden muss. Auch hilft das „Werkzeug“ auf der linken Seite sehr gut, um solche Seiten aufzufinden: „Links auf diese Seite“. Somit ist die Wikipedia wieder aktuell in allen Bereichen! Hinweis: bei Eintragung der Kategorie „Gestorben JAHR“ wird der Missbrauchsfilter 49 ausgelöst, was jedoch nicht schlimm ist. Siehe: Spezial:Missbrauchsfilter/49
Dies ist eine Liste von im Jahr 1398 verstorbenen bekannten Persönlichkeiten. Die Einträge erfolgen innerhalb der einzelnen Daten alphabetisch sortiert. Tiere sind im Nekrolog für Tiere zu finden.

## Januar
| Tag        | Name                              | Beruf, bekannt als                                | Alter | Beleg |
| ---------- | --------------------------------- | ------------------------------------------------- | ----- | ----- |
| 6. Januar  | Ruprecht II.                      | Kurfürst von der Pfalz                            | 72    |       |
| 21. Januar | Friedrich V.                      | Burggraf von Nürnberg und (seit 1363) Reichsfürst |       |       |
| 26. Januar | Hilger Quattermart von der Stesse | Kölner Bürgermeister und Diplomat                 |       |       |
| 27. Januar | Gerhard III. von Hoya             | deutscher römisch-katholischer Bischof            |       |       |
| 31. Januar | Sukō                              | japanischer Kaiser                                | 63    |       |

## Februar
| Tag        | Name                      | Beruf, bekannt als                     | Alter | Beleg |
| ---------- | ------------------------- | -------------------------------------- | ----- | ----- |
| 1. Februar | Otto III. von Schalksberg | deutscher römisch-katholischer Bischof |       |       |

## März
| Tag      | Name                      | Beruf, bekannt als   | Alter | Beleg |
| -------- | ------------------------- | -------------------- | ----- | ----- |
| 14. März | Dietrich II. von der Mark | Graf von Mark-Altena |       |       |

## Mai
| Tag    | Name                             | Beruf, bekannt als               | Alter | Beleg |
| ------ | -------------------------------- | -------------------------------- | ----- | ----- |
| 2. Mai | Dietrich III. von Limburg-Styrum | deutscher Adliger                |       |       |
| 7. Mai | Hermann von Goch                 | deutscher Kleriker und Patrizier |       |       |

## Juni
| Tag      | Name             | Beruf, bekannt als        | Alter | Beleg |
| -------- | ---------------- | ------------------------- | ----- | ----- |
| 15. Juni | Margaret de Vere | englische Adelige         |       |       |
| 24. Juni | Hongwu           | Gründer der Ming-Dynastie | 69    |       |

## Juli
| Tag      | Name                             | Beruf, bekannt als                                          | Alter | Beleg |
| -------- | -------------------------------- | ----------------------------------------------------------- | ----- | ----- |
| 6. Juli  | Giovannino de’ Grassi            | italienischer Maler, Bildhauer und Baumeister der Spätgotik |       |       |
| 20. Juli | Roger Mortimer, 4. Earl of March | englischer Adliger                                          | 24    |       |

## August
| Tag        | Name                 | Beruf, bekannt als | Alter | Beleg |
| ---------- | -------------------- | --- | ----- | ----- |
| 26. August | Jeong Do-jeon        | koreanischer Politiker und neokonfuzianischer Philosoph                                                                            |       |       |
| 28. August | Otto von Diemeringen | elsässischer Domherr und Übersetzer                                                                                                |       |       |
| August     | Mathieu              | Graf von Foix (1391–1398), Vizegraf von Castelbon (1381–1398) und Vizegraf von Béarn, Marsan und Lautrec sowie Co-Herr von Andorra |       |       |

## September
| Tag          | Name                              | Beruf, bekannt als               | Alter | Beleg |
| ------------ | --------------------------------- | -------------------------------- | ----- | ----- |
| 6. September | John de Clinton, 3. Baron Clinton | englischer Adliger und Politiker |       |       |
| 9. September | Jakob I.                          | König von Zypern                 |       |       |

## Oktober
| Tag        | Name                     | Beruf, bekannt als           | Alter | Beleg |
| ---------- | ------------------------ | ---------------------------- | ----- | ----- |
| 4. Oktober | Johann IV. von Neuenburg | französischer Pseudokardinal |       |       |
| 5. Oktober | Blanka von Navarra       | Königin von Frankreich       |       |       |

## November
| Tag          | Name             | Beruf, bekannt als                     | Alter | Beleg |
| ------------ | ---------------- | -------------------------------------- | ----- | ----- |
| 15. November | Gerhard von Berg | deutscher römisch-katholischer Bischof |       |       |

## Dezember
| Tag          | Name                       | Beruf, bekannt als                                | Alter | Beleg |
| ------------ | -------------------------- | ------------------------------------------------- | ----- | ----- |
| 4. Dezember  | Gerard Zerbold van Zutphen | spätmittelalterlicher Theologe und Schriftsteller |       |       |
| 12. Dezember | Heinrich VII.              | Herzog von Liegnitz; Bischof von Kujawien         |       |       |
| 30. Dezember | Johann III.                | Graf von Sponheim                                 |       |       |

## Datum unbekannt
| Tag | Name                      | Beruf, bekannt als                                                   | Alter | Beleg |
| --- | ------------------------- | -------------------------------------------------------------------- | ----- | ----- |
|     | Guy de Dammartin          | französischer Architekt und Bildhauer                                |       |       |
|     | Dirslaus von Schwenkfeld  | Dominikaner, Titularbischof von Clatensis und Weihbischof in Breslau |       |       |
|     | Emond von Engelsdorf      | Adliger, Erbkämmerer von Luxemburg                                   |       |       |
|     | Heinrich III. von Neuhaus | böhmischer Adeliger und höchster Burggraf von Böhmen                 |       |       |
|     | Kadi Burhan al-Din        | türkischer Sultan in Anatolien                                       |       |       |
|     | Ludwig I.                 | Herzog von Liegnitz, Brieg, Lüben und Ohlau                          |       |       |
|     | Ofusato                   | König von Nanzan                                                     |       |       |
|     | Simon von Solms           | Domherr in Münster und Domdechant in Köln                            |       |       |